# Mark Palansky
Mark Palansky, né au XXe siècle  à Toronto (Ontario), est un réalisateur et scénariste canadien.

## Filmographie

### Au cinéma

#### Comme réalisateur
- 1999 : Shutter
- 2001 : The Same
- 2003 : Zéro un
- 2005 : Stories of Lost Souls
- 2006 : Penelope
- 2006 : The Dialogue : An Interview with Screenwriter David Goyer
- 2006 : The Dialogue : An Interview with Screenwriter Jim Uhls
- 2006 : The Dialogue : An Interview with Screenwriter Paul Haggis
- 2006 : The Dialogue : An Interview with Screenwriter Sheldon Turner
- 2006 : The Dialogue : An Interview with Screenwriter Stuart Beattie
- 2006 : The Dialogue : An Interview with Screenwriter Ted Griffin
- 2017 : Rememory

#### Comme producteur
- 1999 : Shutter
- 2006 : The Dialogue : An Interview with Screenwriter David Goyer
- 2006 : The Dialogue : An Interview with Screenwriter Jim Uhls
- 2006 : The Dialogue : An Interview with Screenwriter Paul Haggis
- 2006 : The Dialogue : An Interview with Screenwriter Sheldon Turner
- 2006 : The Dialogue : An Interview with Screenwriter Stuart Beattie
- 2006 : The Dialogue : An Interview with Screenwriter Ted Griffin

#### Comme scénariste
- 1999 : Shutter
- 2001 : The Same
- 2003 : Zéro un
- 2005 : Stories of Lost Souls
- 2017 : Rememory

### À la télévision

#### Comme réalisateur
- 2017 : Les Désastreuses Aventures des orphelins Baudelaire

## Récompenses et distinctions
- (en) Mark Palansky: Awards, sur l'Internet Movie Database